# Walken
Walken ist die wiederkehrende Verformung von elastischen oder plastischen Werkstoffen durch mechanisches Bearbeiten wie Kneten, Drücken oder Ziehen.
Das Walken eines Reifens aus Gummi bezeichnet die wiederkehrende Verformung der Wandung des Reifens durch den Kontakt mit der Fahrbahn unter Last.
Die elastische Verformung des Gummis führt aufgrund der inneren Reibung zur Erwärmung des Materials. Die dissipierende Wärme entspricht der sogenannten Walkarbeit, dem Energieverlust bei der Kraftübertragung und der Hauptkomponente des Rollwiderstands.
Bei Wollfasern und textilen Stoffen bezeichnet Walken ein Fertigungsverfahren, insbesondere zur Herstellung von Filz und Walkstoffen.

## Wortherkunft
Das Wort selbst stammt etymologisch von althochdeutsch walchan ‚kneten‘, aus altnordisch valka ‚herumschleppen‘. Das Walken mit den Füßen bei der Tuchherstellung war auch im mittelalterlichen England bekannt. Ein Walker hieß auf Englisch auch walker, woraus sich auch der gleichlautende und ähnlich klingende Familiennamen Welker, Welcker entwickelten. Im Englischen entwickelte sich daraus die Bedeutung von to walk ‚mit den Füßen treten‘ zu ‚spazieren‘.

## Lederbearbeitung
Walken bei der Lederbearbeitung ist ein Arbeitsvorgang, bei dem nasse Leder über ein Modell gespannt werden, um sie in eine bestimmte Form zu bringen. Ein solches Modell ist zum Beispiel der Leisten des Schuhmachers oder das Gipsmodell des Orthopädiemechanikers für Orthesen oder Prothesen. Man benötigt dazu Walknägel oder Täckse, einen kleinen Hammer und eine Walkzange.
Zum Spannen des Leders werden die Nägel in geringen Abständen so eingeschlagen, dass das Leder fest um das Modell gespannt ist. Außerdem vermeidet man durch eine sorgfältige Fixierung, dass die Haltestifte aus dem Modell herausgerissen werden. Das Leder zieht sich während der Trocknung etwas zusammen und spannt sich dabei und würde dadurch seine Form verlieren. Ist nach dem Walken das Leder getrocknet, behält es die Form. Die Nägel werden entfernt und das Leder zugeschnitten und vernäht.

## Tuch- und Filzherstellung

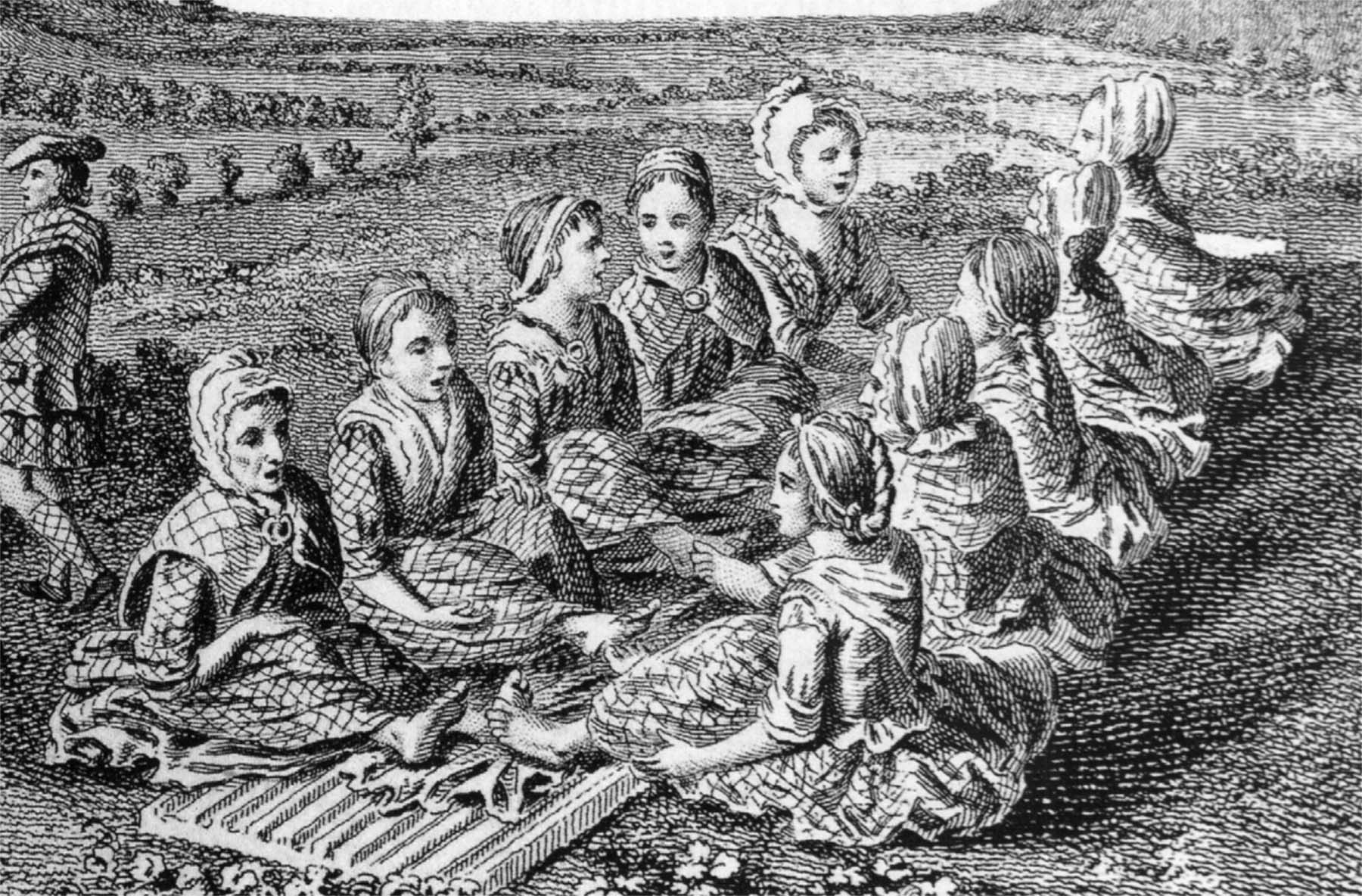
Walkende Frauen um 1770 in Schottland

Werden fertige Gewebe gewalkt, entstehen durch Verfilzung der Fasern im Gewebe sogenannte Walkstoffe. Dieser Walkprozess wurde seit dem Hochmittelalter in Walkmühlen durchgeführt. Es wird dabei unter fließendem Wasser mit Hämmern auf das Material eingeschlagen.
Die ursprünglichere Methode, ungewebte Wollfasern zu walken, ist, den Filz in Tücher einzuschlagen und rollend zu kneten. Diese Methode wird bei zentralasiatischen Steppenvölkern noch heutzutage angewandt, indem große Rollen aus Filz von Pferden herumgeschleppt werden.

## Metallurgie
Walken in der Metallurgie ist das mehrmalige Biegen von Blechen über Walzen, um sie für die Weiterverarbeitung formbar zu machen (Kaltverfestigung).

## Reifen eines Fahrzeuges
Reifen, insbesondere solche aus Gummi, wie Vollgummi- oder Luftreifen, werden bei der Bewegung unter Belastung im Bereich der Auflagefläche in ihrem Querschnitt verformt. Im weiteren Verlauf des Abrollvorgangs normalisiert sich der Querschnitt wieder. Dabei wird der Werkstoff gewalkt und durch die dabei entstehende Reibungswärme erwärmt. Die dabei geleistete Arbeit wird Walkarbeit genannt.
Die benötigte Kraft für das Walken des Reifens ist die größte Komponente des Rollwiderstandes, wirkt entgegen der Antriebskraft des Fahrzeuges und erhöht somit dessen Energieverbrauch. Weiterhin kann die dadurch erfolgende Erwärmung des Reifens die Alterungsbeständigkeit, Dauerfestigkeit und auch die (lang- oder kurzzeitig mögliche) Höchstgeschwindigkeit herabsetzen.
Eine Erhöhung des Luftdrucks im Luftreifen, die Wahl einer Gummimischung mit weniger innerer Reibung im Frequenzbereich der Anregung oder geeignete konstruktive Maßnahmen reduzieren das Walken und somit die Walkarbeit.